# Samia (insecto)
Samia es un género de polillas de la familia Saturniidae. El género lo catalogó Jacob Hübner en 1819. Originario del Viejo Mundo; la especie Samia cynthia ha sido introducida en otras partes de mundo incluyendo los Estados Unidos.

## Especies
- Samia abrerai Naumann & Peigler, 2001
- Samia canningi (Hutton, 1859)
- Samia ceramensis (Bouvier, 1927)
- Samia cynthia (Drury, 1773)
- Samia fulva Jordan, 1911
- Samia insularis (Snellen von Vollenhoven, 1862)
- Samia kohlli Naumann & Peigler, 2001
- Samia luzonica (Watson, 1914)
- Samia naessigi Naumann & Peigler, 2001
- Samia naumanni U. Paukstadt, Peigler & L. Paukstadt, 1998
- Samia peigleri Naumann & Naessig, 1995
- Samia pryeri (Butler, 1878)
- Samia ricini (Donovan, 1798)
- Samia tetrica (Rebel, 1924)
- Samia treadawayi Naumann, 1998
- Samia vandenberghi (Watson, 1915)
- Samia vaneeckei Watson, 1913
- Samia walkeri Drury, 1773
- Samia wangi Naumann & Peigler, 2001
- Samia watsoni (Oberthuer, 1914)
- Samia yayukae U. Paukstadt, Peigler & L. Paukstadt, 1993